# Archiv Národní banky Srbska
Archiv Národní banky Srbska (srbsky Arhiv Narodne banke Srbije) je specializovaný archiv, který se věnuje (eviduje, shromažďuje, schraňuje, chrání a zpracovává) archivní materiály, jejichž původcem je Národní banka Srbska, nebo organizace, které jsou této bance dceřiné. V jejích fondech jsou umístěny archivní materiály z doby od roku 1884, kdy byla založena Privilegovaná národní banka království Srbska (srbsky Privilegovana narodna banka Kraljevine Srbije) až do současnosti. Je součástí Národní banky Srbska jako její organizační jednotka. 
Archiv funguje mimo srbské sítě archivů. Sídlí v budově národní banky na adrese Kralja Petra 12 v Bělehradu.
Vzhledem k turbulentnosti srbských dějin spadají pod fondy tohoto archivu i dokumenty z období existence:
- Srbské národní banky (z doby německé okupace v letech 1941 až 1944)
- Národní banky Socialistické republiky Srbsko (do roku 1992)
- Národní banky Autonomní oblasti Vojvodina (do roku 1990)
- Finančních/účetních ústavů (srbsky Služba društvenog knjigovodstva) SFRJ, SR Srbska a SAO Vojvodina
- A některých dalších institucí z doby existence SFRJ, které nepřevzal Archiv Jugoslávie.